# حمص كناري
حمص كناري (الاسم العلمي:Cicer canariense) هي نوع نباتي يتبع جنس الحمص من فصيلة البقولية.